# Bévéziers (Q179)
Pour les articles homonymes, voir Bévéziers (sous-marin).
Le Bévéziers est un sous-marin français de la classe 1 500 tonnes. Lancé en 1935, il appartient à la série M6.

## Histoire

### Développement
Le Bévéziers fait partie d'une série assez homogène de 31 sous-marins océaniques de grande patrouille, aussi dénommés 1 500 tonnes en raison de leur déplacement. Tous sont entrés en service entre 1931 (Redoutable) et 1939 (Sidi-Ferruch).
Longs de 92,30 mètres et larges de 8,10, ils ont un tirant d'eau de 4,40 mètres et peuvent plonger jusqu'à 80 mètres. Ils déplacent en surface 1 572 tonnes et en plongée 2 082 tonnes. Propulsés en surface par deux moteurs diesel d'une puissance totale de 6 000 chevaux, leur vitesse maximum est de 18,6 nœuds. En plongée, la propulsion électrique de 2 250 chevaux leur permet d'atteindre 10 nœuds.
Appelés aussi « sous-marins de grandes croisières », leur rayon d'action en surface est de 10 000 milles nautiques à 10 nœuds et en plongée de 100 milles nautiques à 5 nœuds.
Mis en chantier le 4 avril 1932 avec le numéro de coque Q179, le Bévéziers est lancé le 14 octobre 1935 et mis en service le 4 juin 1937.

### Seconde Guerre mondiale
Il est affecté, au début de la Seconde Guerre mondiale, à la 8e division de sous-marins, basée à Brest, qu'il forme avec l'Agosta, l'Ouessant et le Sidi-Ferruch.
Dès la déclaration de guerre le 3 septembre 1939, il est envoyé pour patrouiller au large des ports de la côte nord de l'Espagne, où s'est réfugiée une partie de la flotte de commerce allemande, suspectée de servir de ravitailleurs aux U-Boote allemands. Au début du mois d'octobre, il est envoyé avec la 8e division dans les Antilles. Il escorte ensuite deux convois (HX 29 et HX 33) depuis Halifax jusqu'à Liverpool et regagne Brest le 20 avril 1940. Après un petit carénage, il est envoyé à Casablanca où il se trouve lorsque l'armistice entre en vigueur le 25 juin 1940. Il patrouille ensuite dans le golfe de Guinée et rentre à Dakar le 21 août 1940.
Sous le commandement du capitaine de corvette Lancelot, le Bévéziers est au bassin à Dakar lorsque, le 23 septembre, les Français libres et les Britanniques attaquent la capitale de l'Afrique-Occidentale française. Remis rapidement à flot, les travaux non achevés, il réussit néanmoins à torpiller le 25 le cuirassé HMS Resolution, qui reste hors de combat pendant près de neuf mois.
Le 28 octobre, il forme avec le Casabianca, le Sfax et le Sidi-Ferruch la 2e division sous-marine basée à Casablanca. Il rejoint ensuite Toulon le 3 janvier 1941, où il est placé en gardiennage puis en grand carénage. Le 12 novembre, il est réarmé puis envoyé à Madagascar, où il arrive le 19 février 1942.
Le 5 mai 1942, le sous-marin est surpris par le bombardement commençant la bataille de Madagascar et tente d'appareiller avec deux tiers de son équipage pour sortir de la grande rade, vers 6 heures. Trois Swordfish le grenadent et il commence à dériver. Il subit deux nouvelles attaques qui atteignent sa coque. À 6 h 10, le sous-marin commence à couler. Le commandant fait surface pour permettre à l'équipage d'évacuer le bâtiment qui s'enfonce. C’est alors qu’un des trois Swordfish vire, revient sur le lieu de l’attaque et mitraille les naufragés, faisant deux disparus et quatre blessés parmi les marins du Bévéziers. Le sous-marin disparaît à la position 12° 16' 30" Sud et 49° 17' 05" Est.
Renfloué par les alliés l'année suivante puis mis en réserve, il sera finalement démoli en 1946. La plus grande partie de sa coque était encore néanmoins visible en 2004 dans le port de la Nièvre à Diego Suarez.